# Viana do Alentejo
Viana do Alentejo is een gemeente in het Portugese district Évora.
De gemeente heeft een totale oppervlakte van 393 km² en telde 5615 inwoners in 2001.

## Plaatsen in de gemeente
- Aguiar
- Alcáçovas
- Viana do Alentejo